# Krissy & Ericka

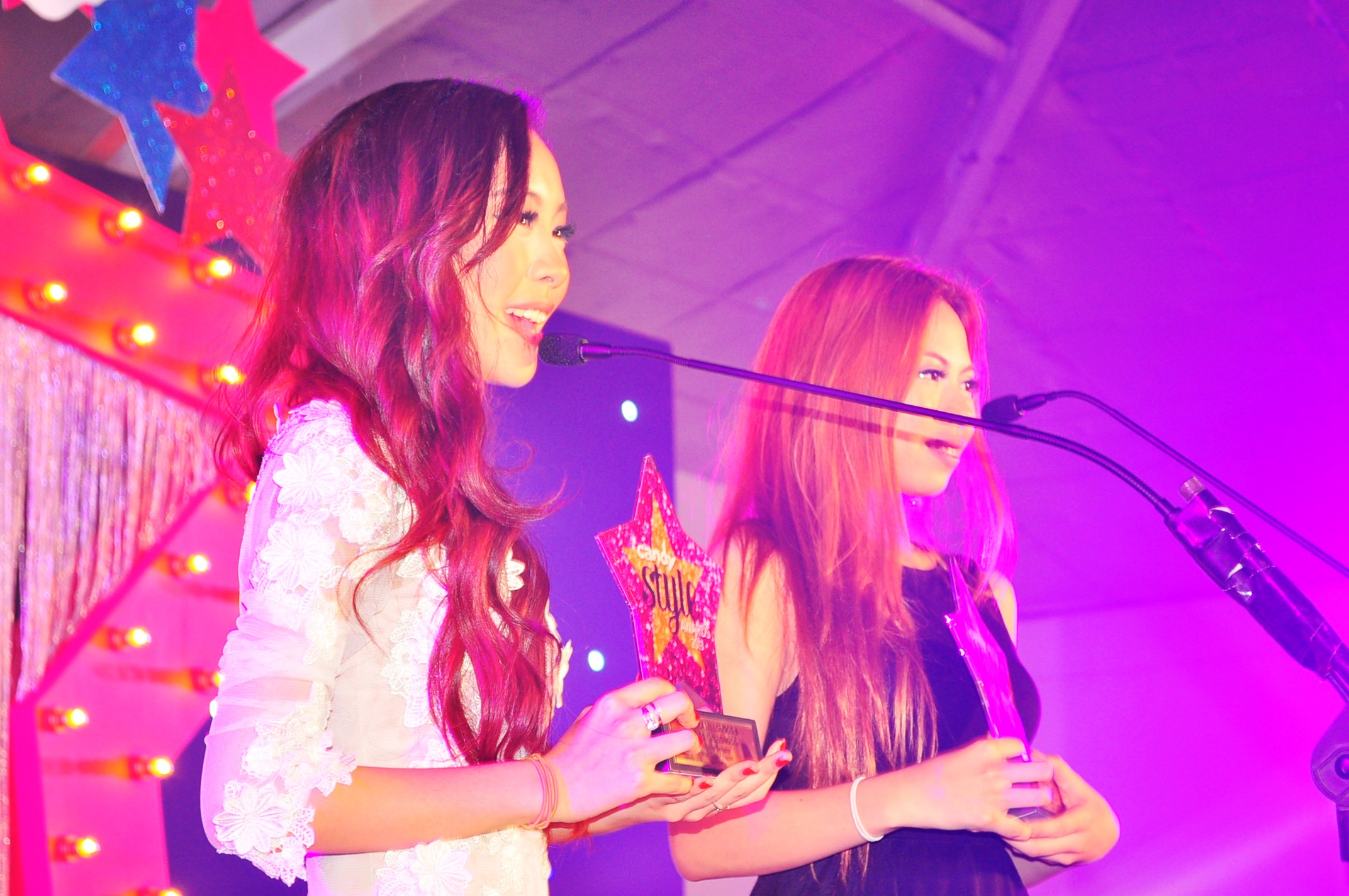
Dupla

Krissy & Ericka es un dúo musical de género pop de Filipinas, formada en 2008 por las hermanas Villongco.

## Carrera
Krissy y Ericka Villongco, son dos hermanas que incursionaron en el mundo de la música a partir desde 2008. Formando un dúo musical, aunque sus primeros inicios de su carrera, ellas empezaron a interpretar un tema musical perteneciente a la cantante estadounidense, Taylor Swift, con unos de sus temas musicales titulado "Sparks Fly". Más adelante firmaron un contrato con el sello "MCA Music", que les permitió entrar a los estudios de grabación. En 2009, lanzaron su primer álbum homónimo bajo el sello de "MCA Records". En 2012, su primer single titulado "12:51", fue publicado en su segundo álbum titulado, "Twelve:.. Fifty One". Esta canción llegó a ocupar el puesto número 1, en las listas del ranking musical de Filipinas. Además fue nominada como la mejor canción favorita del año 2012, en Filipinas.

## Discografía

### Álbumes[1]
- Krissy & Ericka (2009)[2]

- Twelve: Fifty One (2012)[3]

### Singles
- "Up Up, Down Down" (2009)
- "Runaway" (2010)
- "Don't Say You Love Me" (2010)

- "12:51" (2012)
- "In Your Arms" (2012)

## Premios y nominaciones
| Año  | Obra        | Premio         | Nominación                                        | Resultado |
| ---- | ----------- | -------------- | ------------------------------------------------- | --------- |
| 2011 | "Surf's Up" | 23 Awit Awards | Best Performance by a New Group Recording Artists | Ganador   |